# Handrij Zejler
Handrij Zejler (1. února 1804 Salzenforst/Słona Boršć – 15. října 1872 Lohsa/Łaz) byl lužickosrbský básník, národní buditel, evangelický duchovní a autor jazykovědných spisů. Byl zakladatelem svébytné národní literatury a „praotcem lužickosrbské poezie“ (A. Černý), který jejím prostřednictvím přispěl k posílení lužickosrbské identity.

## Život

### Mládí
Andreas Seiler/Handrij Zejler se narodil 1. února 1804 v obci Salzenforst/Słona Boršć. Pocházel ze zemědělské rodiny, jeho otec Johann Seiler byl také studnařem. V letech 1818–1825 studoval na budyšínském německém gymnáziu, které za rektora Karla Gottfrieda Siebelise patřilo k nejlepším v Sasku. I Siebelisovi předchůdci pěstovali vztahy, např. s Herderem, či působili na poli německé žurnalistiky. Všichni usilovali o moderní, demokratické školství, proto se toto gymnázium vyznačovalo i velmi dobrým vztahem ke studentům lužickosrbského původu, kteří zpočátku neuměli ještě dobře německy, a zprostředkovávalo jim soukromé vyučování. Kromě znalosti klasických jazyků, Nového zákona či matematiky byly studentům předávány také ideály osvícenství s důrazem na toleranci. Mladý Zejler se tu seznámil s tvorbou německých básníků (Uhland, Schiller, Goethe). Poprvé se tak setkal s romantickým národním smýšlením v patriotické německé lyrice. Závěrečnou zkoušku, jejímž úkolem bylo složit latinské hexametry, absolvoval jako primus a za svůj prospěch byl odměněn stříbrnou medailí. Během studia již napsal dvě lužickosrbské básně: Mojim lubym serbskim přećelam – daše tele rjadki na jich rejžu do Lipska H. Zejler tón 10. apryl 1824 a Tej serbskej přećelej – wot Zejlera jako tónsamny hišćen w Budyšini bě, we lěći 1824 spěwané. Obě jsou věnované na rozloučenou přátelům s nadějí, že se shledají při dalším studiu v Lipsku.

### Studium v Lipsku
V letech 1825–1829 studoval Zejler evangelickou teologii na Lipské univerzitě. Finance na doplňkové studium slovanské filologie mu na přímluvu Josefa Dobrovského poskytl budyšínský katolický biskup a osvícenec Franc Jurij Lok (Franz Georg Lock). Zde Zejler pokračoval v soukromém vyučování lužické srbštiny, jemuž se věnoval už na gymnáziu. Sběrem lidové slovesnosti se v tomto jazyce stále zdokonaloval, k čemuž ho podněcoval H. Lubjenský i František Palacký. Během studia se začal věnovat obnově lipského spolku a jeho lužickosrbské sekci. Tato skupina, jejímiž jedinými členy byli od roku 1806 Němci, měla totiž podobu pouhého „lužického kazatelského spolku“ s eliminací lužickosrbských specifik. Činnost lužickosrbské sekce Sorabia, která byla obnovena roku 1814, se aktivizovala až díky Zejlerovi. Spolu s přítelem Krygarjem založili rukopisné periodikum Serbska Nowina, které vycházelo od roku 1826. Za Zejlerových studií při tom vyšlo šedesát čísel. Zde publikoval výsledky své folkoristické sběratelské činnosti, filologické poznámky i básně, mezi nimi pozdější hymnu Rjana Łužica z roku 1827. V témže roce vytvořil i slavnou elegii, ve které připodobnil Lužici k loďce řízené německým kormidelníkem. Jeho rané texty jsou typické nápodobou lidového stylu. V plodném roce 1828 napsal několik básní, které vyjadřují radost ze života a optimismus, což je s počáteční milostnou notou a jemným humorem lidové písně základ Zejlerovy poetiky.

### Plodné intermezzo
Po ordinaci na evangelicko-luterského faráře v roce 1830 nemohl Zejler najít místo. Jeho záměrem totiž bylo dát se na vědeckou slavistickou dráhu. V letech 1830–1835 vypomáhal jako pomocný kazatel, popř. diakon v obci Klix/Klukš u Budyšína. Žil u rodičů, takže měl alespoň čas připravit do tisku první novodobou gramatiku Kurzgefasste Grammatik der sorben-wendischen Sprache nach dem Budissiner Dialekte. Již v Lipsku potom sestavil také lužickosbsko-německý a německo-lužickosrbský slovník, který ale zůstal v rukopise.

### Zralá léta
V roce 1835 získal po menších peripetiích místo faráře v Łazu/Lohsa východně od měst Wittichenau/Kulow a Hoyerswerda/Wojerecy. Toto město, které je součástí Lužickosrbské oblasti osídlení, patřilo od roku 1815 do Pruského Slezska pod vládní okres Liegnitz. Veškerá Zejlerova činnost v Łazu se koncentrovala na výchovu a vzdělávání. Tehdy zde žil dvanáctiletý Jan Arnošt Smoler, jenž se stal později jeho spolupracovníkem. Po několikaletém úsilí se mu roku 1842 podařilo založit lužickosrbské periodikum Tydźenska Nowina. Zpočátku psal celé číslo sám a prostřednictvím literárních žánrů, např. bajek, se snažil vychovávat lužickosrbský venkov k pracovitosti, vyšší materiální a duchovní kultuře a zároveň bojovat proti alkoholismu, zadlužování a žebráctví. Politikou se Zejlerovy noviny přímo nezabývaly, ale v každém čísle byla rubrika Co se děje ve světě. Tato rubrika prezentovala světové dění vždy ve spojení s Lužicí. Náklad byl kolem dvou set kusů, publikum tvořili převážně duchovní, učitelé a studenti. Pravopis byl německý, protože se Zejler domníval, že je známější. Mezníkem v jeho životě se stal zvláště rok 1844, kdy začal spolupracovat s hudebním skladatelem Korlou Awgustem Kocorem. Kocor sestavil sbor z osmašedesáti učitelů, kteří zpívali texty, jež vzešly z jejich spolupráce. Oba přátelé zorganizovali celou řadu akcí a později slavných koncertů, na nichž byly německému publiku připraveny překlady.

### Poslední léta
V Łazu žil Zejler až do konce svého života, který byl rovnoměrně rozdělen mezi povinnosti duchovního, literáta a kulturního činitele. Poklidný průběh jeho pozdních let narušila už jen smrt jeho manželky v roce 1866. Básnická vzpomínka na ni je vedle ukolébavek dcerám jediným jeho dílem s privátním podtextem. Během svého života vydal jen dvě sbírky: rýmované bajky Serbske basnje, swojemu wulcy lubemu ludej podate k wužitkej a k zabawenju (1855) a cyklus písní So zwoni měr (1871), který oslavuje konec prusko-francouzské války. Sebrané spisy byly z podnětu Arnošta Muky vydávany posmrtně od roku 1888. V roce 1931 byl v Łazu zbudován Zejlerův pomníček, který byl však zanedlouho německým obyvatelstvem odstraněn. Tento pomník byl obnoven roku 1949. V roce 1994 byl v Łazu založen podpůrný spolek Fördervereins Begegnungsstätte Zejler-Smoler-Haus Lohsa e.V., který v budově bývalé školy provozuje kulturní a informační centrum, jehož cílem je propagace díla Handrije Zejlera a Jana Arnošta Smolera.

## Literární dílo

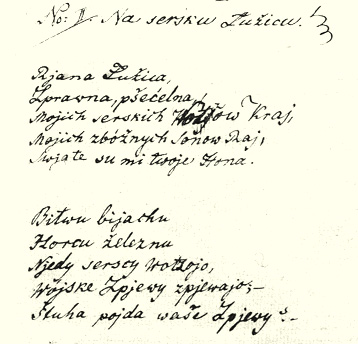
Rukopis lužickosrbské hymny Rjana Łužica

| Hilžička Třo pacholjo brunački sedłowachu, Do Budyš’na přez Łobjo rajtowachu. Tam korčmičku nowu sej nadešli su A k piwej a winkej so zesydachu. „Nam piwo a winko drje, korčmaŕka, daš, Hdźe, maćeŕka, rjanu pak dźowčičku maš? Hdźe Hilžičku rjanu maš, lubowanu, Haj rjeńšu, hač róže wšě zakćěłe su?“ „„To winko so jasni a žiwjenje ma, Ta dźowka we kašću spi zwoblědnjena!““ A prěni je lědma ju zawohladał, Duž horce tam sylzy je popłakował. A druhi tež lědma ju wohladał je, Žno króny a wěncy ji kupować chce. A třeći ju lědma je wuwohladał, Ju horcyšo přeco je wokošował. O dźiwy a lubosća wopisajće – Tam Hilžička wocući, postawaše. Nětk maćeŕka z radosću naliwaše, A luby wěnc Hilžičcy zamołwješe. Zhromadźene spisy. Zw. 1. (Budyšin, 1883) |
| |

| Hilžička Tři mládenci sedlali oře a v dál se přes Labe v Budyšín pustili v cval. Tam u nové krčmy svůj stavili chvat – kdož k pivu a vínu si nesedne rád! »Nám, krčmářko, piva a vínečka dáš – a kde pak svou hezounkou dcerušku máš? Svou hezounkou dcerušku, Hilžičku svou, že vedle ní růže – jen chudobky jsou!« »»Ach, ve víně oheň a život a vznět – však dcera má v rakvi jak zlomený květ!«« A když ji zřel jeden, tak veselý prv’, tu slza mu žalosti skanula s brv. A druhý když nad rakví děvčete stál, že věnec jí koupí, hned zarmoucen prál. Však třetí jak uzřel ji, nad rubáš zbled’ a líbal a líbal ji v semknutý ret. A polibků přívalem stal se, ó, div! – kdo v rakvi tu ležel – teď povstává živ! A vesele krčmářka nalívá zas – vždyť její má dceruška zásnubní kvas! Výbor písní (Praha 1894)[přel. Adolf Černý] |
| |

### Zakladatel lužickosrbské literatury
Zejlerova vlastenecká lyrika z počátečního období se již vyznačuje zřetelným národně-kulturním programem. Přestože vedle inspirace německým kulturním modelem jsou zde patrné ohlasy slovanských literatur, dochází k určitému dialogu s německou literaturou. Např. píseň z roku 1839 Što je Serbow wótcny kraj? je reakcí na báseň Ernsta Moritze Arndta Des Deutschen Vaterland z roku 1813. Oba texty, které analyzoval literární historik a germanista Simon Brězan, si pokládají otázku: „Kde je domov našeho národa?“ Zatímco Arndt píše o politicky sjednoceném Německu, Zejler jako první v lužickosrbské literatuře definuje svou lužickou vlast jako součást celého slovanského území. Arndt tedy mluví o státním útvaru, Zejler o jazykovém společenství. Již v této rané fazi své tvorby vytvořil prototyp idealizovaného popisu vlastností svého národa jako protiklad k rostoucímu germanizačnímu tlaku. Zajímavé při tom je, že právě německé patriotické básně se staly základem jeho básní slovanských. Žánr básně mu potom slouží k veřejnému projevování kulturní samostatnosti Lužických Srbů.

### Přírodní lyrika
Handrij Zejler byl básníkem v podstatě lyrickým (A. Černý jej nazývá „bytostným lyrikem“). Jeho texty ve formě lidové písně jsou z části ohlasem osvícenství (vzdělání lidu), reagují však také na německý romantismus a jeho touhu poznat své dějiny a upevnit vlastní identitu. Zejler ustupuje jako autor do pozadí a nechává své texty přejít do národního lidového majetku. Formou jeho básní je často písňové čtyřverší, témata jsou částečně převzata z Bible nebo reagují na koloběh venkovského života. Přestože je Zejler považován za zakladatele světské poezie, nikdy se zcela neosvobodil od religiózního ladění. I jeho milostné či pijácké písně jsou „umírněné“ (chytří a dobří mládenci mají pít jen jeden džbánek). Krása lužických dívek je opěvována většinou bez sexuálních narážek. Básník tedy vytváří idylický společenský pořádek v křesťanském duchu. Ani jemu, který jedince považuje za součást většího celku, však není cizí občasný sklon k reflexi. A. Černý charakterizoval Zejlerův pohled na svět jako „jasný pohled srbského člověka, důvěřujícího sobě sama a – Bohu“.

### Pokus o oratorium
Zejlerův lyrický cyklus Počasy (Roční doby) vznikl na základě impulzu, kterým bylo dílo skotského básníka Jamese Thomsona Seasons. Toto dílo, které znal zřejmě z německého překladu z roku 1822, je však inspirováno pouze názvem, jinak je zcela „lužickosrbské“. Začal je psát v roce 1845, dokončeny jsou však jen oddíly Nalěćo, Podlěćo, Lěćo abo Žně, které vyšly ještě za jeho života i s hudebním doprovodem Kocorovým. Simon Brězan analyzoval toto dílo z hlediska Zejlerova myšlení. Již zde totiž vzniká triáda člověk–národ–Lužický Srb, která se stala základem této národní literatury. Příroda (člověk, zvířata, rostliny) jsou v Zejlerově chápání součástí univerza. Výchozím bodem jeho přírodní filozofie je pak život lužickosrbského národa v konkrétních podmínkách.

### Satira
Zejler napsal více než dvě stě bajek v próze i verších. První pocházejí z roku 1828, kdy je uveřejnil v rukopisném periodiku Serbske Nowiny. Zde rozvíjí myšlenku Magnuse Gottfrieda Lichtwera (1719–1783), v níž stojí, že je velmi těžké podívat se do očí „holé“ pravdě, proto je třeba pravdu „obléknout“. Zejler chce ovšem pravdu jen „obléci“, nikoliv „zastřít“. Jeho bajky tedy nejsou jenom pouhým přebíráním německé klasicistní bajky, ale hlavně její recepcí a tvůrčím rozvinutím. V rámci tohoto žánru zdůrazňuje Zejler morální hodnoty jako čest, svědomitost, lásku, věrnost, nechybí však ani politické a sociální otázky. Např. v bajce Páv a husa znázorňuje v postavách pracovité a prosté husy a ozdobeného namyšleného páva protiklad morálně čistého srbského vesnického lidu a německého měšťáka s jeho „pseudocivilizací“ a „pseudokulturou“. V období let 1848/49 dával zřetelně najevo, že je přesvědčen o rovnosti všech lidí. Konečně vrcholem jeho politického smýšlení je podle S. Brězana báseň Słonco-swoboda, která zdůrazňuje, že tak, jako slunečnice nemůže růst bez slunce, nemůže žít člověk bez svobody.

## Bibliografie

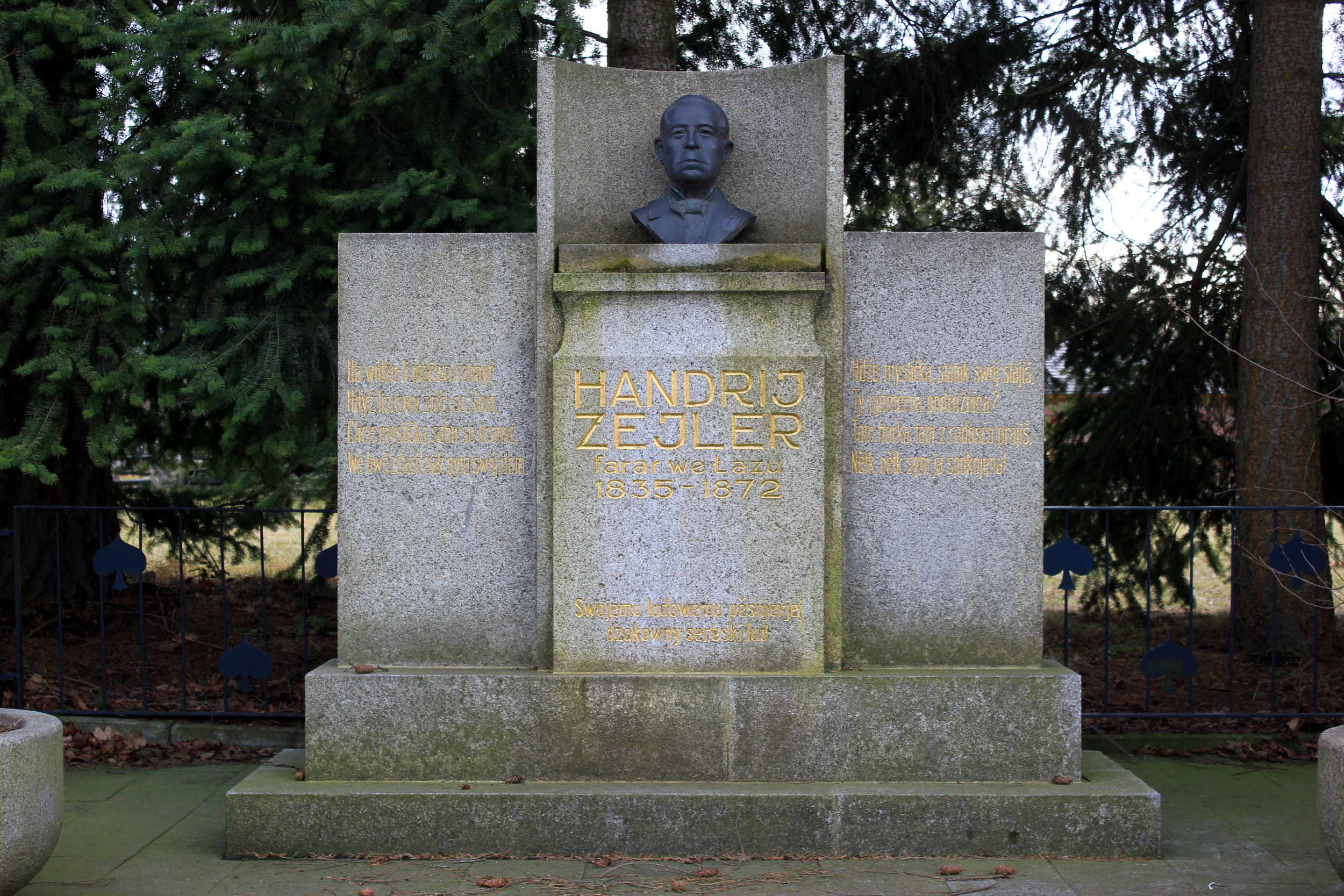
Źejlerův pomník v Łazu (Lohsa)

### Poezie a próza
- Hans Wučba. Budyšin, 1851
- Serbske basnje, swojemu wulce lubemu ludej podate k wužitku a zabawjenju. Budyšin, 1855
- Žnje: lyriska piesseń wot Handrija Seidlerja, do hudżby sestajana wot K.A. Kozora, spjewana 3. dżeń oktobera 1860 w Budyschinje. W Budyschinje: K. B. Hik, 1860. 16 s.
- Sso swoni měr!. W Budyschinje: S nakł. Macžicy Sverbskeje, 1871. 14, [1] s.
- Podlěćó = Der Vorsommer. Budyšin: [s.n.], 1886. 24 s.
- Mjeńše basnje a pěsnje. 1. Budyšin: Serbska studowa młodosć, 1883. [3], 328 s. Handrija zejlera zhromadźene spisy; zw. 1.
- Wjetše pěsnje a basnje. 2. Budyšin: Ćišć Smolerjec, 1883. 347 s. Handrija zejlera zhromadźene spisy; zw. 2.
- Bajki; Spěwy; Přełožki. Budyšin: Serbska studowa młodosć, 1891. IV, 479 s. Handrija Zejlera Zhromadźene spisy; Zw.4.
- Bajki = Fabule. Berlin: Volk und Wissen, 1955. 2 sv. Naša serbska knihovnička. Rjad B; zeš. 4, 5.
- Žně: lyriska pěseń: textowa knižka za oratorij "Žně" wot Korle Awgusta Kocora. Budyšin: Statny ensemble serbskeje ludoweje kultury, 1962. 31 s.
- Nazyma: lyriska pěseň. Budyšin: Ludowe nakładnistwo Domowina, [1964]. 53 stran, 3 nečíslované listy barevných obrazových příloh (ilustrace).
- Serbske oule. Wubral, rjadował a dosłowo napisał Kito Lorenc Budyšin: Domowina, 1966. 185 s.
- Serbske fabule. Wubrał, rjadował a dosłowo napisał: Kito Lorenc ; wobalka a ilustracije: Harri Förster. Budyšin: Ludowe nakładnistwo Domowina, 1966. 185 s.
- Nalčćo: lyriska pěseń; tekstowa knižka za oratorij Nalěčo wot Korle Awgusta Kocora. Budyšin: Domowina, 1972. 73 s., barev. obr. příl.
- Spěwaś njejsom zabył. Budyšyn: Domowina, 1974. 134 s.

### Gramatika

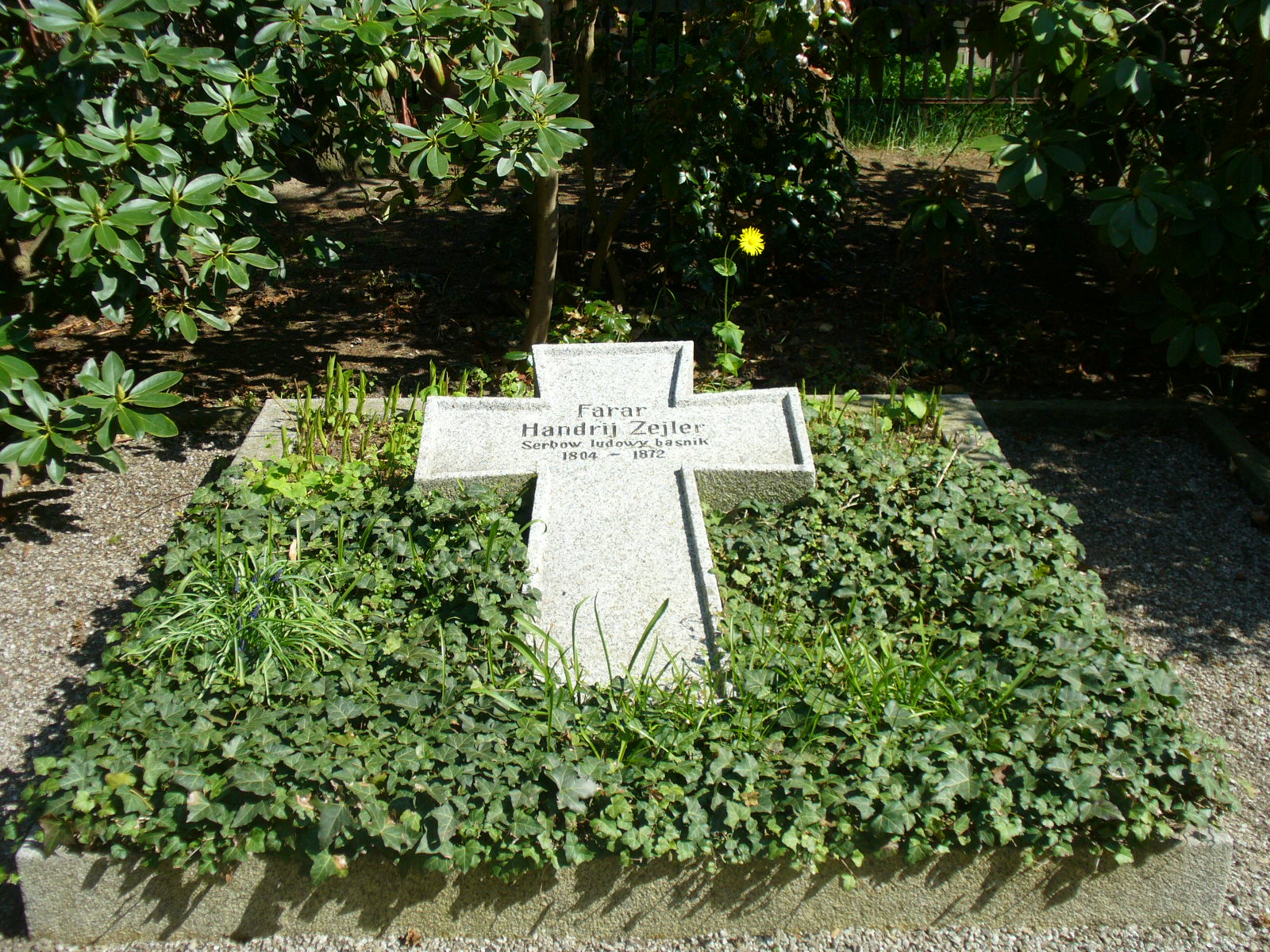
Náhrobek Handrije Zejlera v Łazu (Lohsa)

- Kurzgefaßte Grammatik der sorben-wendischen Sprache nach dem budissiner Dialekte. Budissin: K.A.F. Weller, 1830. xiv, 146 s.

### Souborná vydání
- Handrija Zejlerja zhromadźene spisy. Prěni zwjazk, Mjeńše basnje a pěsnje I. Budyšin: nakladom Serbskeje studowaceje mlodosće, 1883. 328 s. Dostupné online
- Handrija Zejlerja zhromadźene spisy. Druhi zwjazk, Wjetše pěsnje a basnje. Budyšin: Nakladom Serbskeje studowaceje mlodosće, 1883. 347 s. Dostupné online
- Handrija Zejlerja zhromadźene spisy. Třeći zwjazk, Mjeńše pěsnje II. Budyšin: nakladom Serbskeje studowaceje mlodosće, 1883. 371 s. Dostupné online
- Handrija Zejlerja zhromadźene spisy. Štwórty zwjazk, Bajki, spěwy, přełožki. Budyšin: nakladom Serbskeje studowaceje mlodosće, 1891. iv, 479 s. Dostupné online
- Zhromadźene spisy. zw. 1, Lyrika. Budyšin: Domowina, 1972. 302 s.
- Zhromadźene spisy. zw. 2, Lyrika. Budyšin: Domowina, 1975. 321 s.
- Zhromadźene spisy. zw. 3, Lyrika. Budyšin: Domowina, 1977. 315 s.
- Zhromadźene spisy. zw. 4, Lyrika. Budyšin: Domowina, 1982, 388 s.
- Zhromadźene spisy. zw. 5, Fabule a hrónčka. Budyšin: Domowina, [1984], 376 s.
- Zhromadźena spisy. zw. 6, Lyrika, libreto, fragmenty. Budyšin: Domowina, 1987. 481 s.
- Zhromadźene spisy. zw. 7, Publicistika, listowanje, dozběrki, basnje a pěsnje w němskej rěči, přełožki, zakónčace słowo, registry. Budyšin: Domowina, 1996. 622 s. ISBN 3-7420-0506-5.

### České překlady
- Výbor písní. Praha: J. Otto, [mezi 1925 a 1945]. 98 s. Sborník světové poesie; Čís. 37.
- Výbor písní. Překlad Adolf Černý. 2. vyd. V Praze: Společnost přátel Lužice, 1945. 77 s. Lužickosrbská knihovnička; č. 27.
- Słónco, swoboda = Slunce – Svoboda. Česko-lužický věstník, 2008, 18(7-8), s. 49. ISSN 1212-0790.
- Hilžička. Česko-lužický věstník, 2010, 20(4), s. 25. ISSN 1212-0790.
- Hdźe su mi banty čerwjene = Kdepak mám stuhy červené. Česko-lužický věstník, 2016, 26(3), s. 17. ISSN 1212-0790.
- Pod Łazom rjana wjeska je = Padlý u Sadové. Česko-lužický věstník, 2016, 26(78), s. 49. ISSN 1212-0790.